# Asyneuma isauricum
Asyneuma isauricum là loài thực vật có hoa trong họ Hoa chuông. Loài này được Contandr., Quézel & Pamukç. mô tả khoa học đầu tiên năm 1971 publ. 1972.